# منقارصدفان
منقارصدفان (نام علمی: Rostroconchia) نام یک رده از شاخه نرم‌تنان است.